# Francisco Romá Olcina
Francisco Romá Olcina (Alcoi, 1947) és un director de cinema i de teatre valencià. Es va graduar amb una tesi doctoral sobre la relació entre Azorín i el cinema. Ha treballat principalment com a professor de literatura i d'art dramàtic i va començar en el teatre independent i el teatre universitari. Durant la transició espanyola va provar sort en el cinema i després de dirigir el curtmetratge Aniversario de boda va fer de director i guionista del llargmetratge Tres en raya el 1979, una "tragicomèdia en to menor" que intenta donar una visió dels problemes de la joventut durant la transició espanyola (amor. amistat, feina) La seva estrena, però, fou un fracàs, arran del qual el director decidí no fer més cinema.

## Premis
35a edició de les Medalles del Cercle d'Escriptors Cinematogràfics
| Categoria   | Pel·lícula   | Resultat  |
| ----------- | ------------ | --------- |
| Millor guió | Tres en raya | Guanyador |